# خميران (تيران وكرون)
خميران هي قرية في مقاطعة تيران وكرون، إيران. عدد سكان هذه القرية هو 608 في سنة 2006.